# Станиславдор

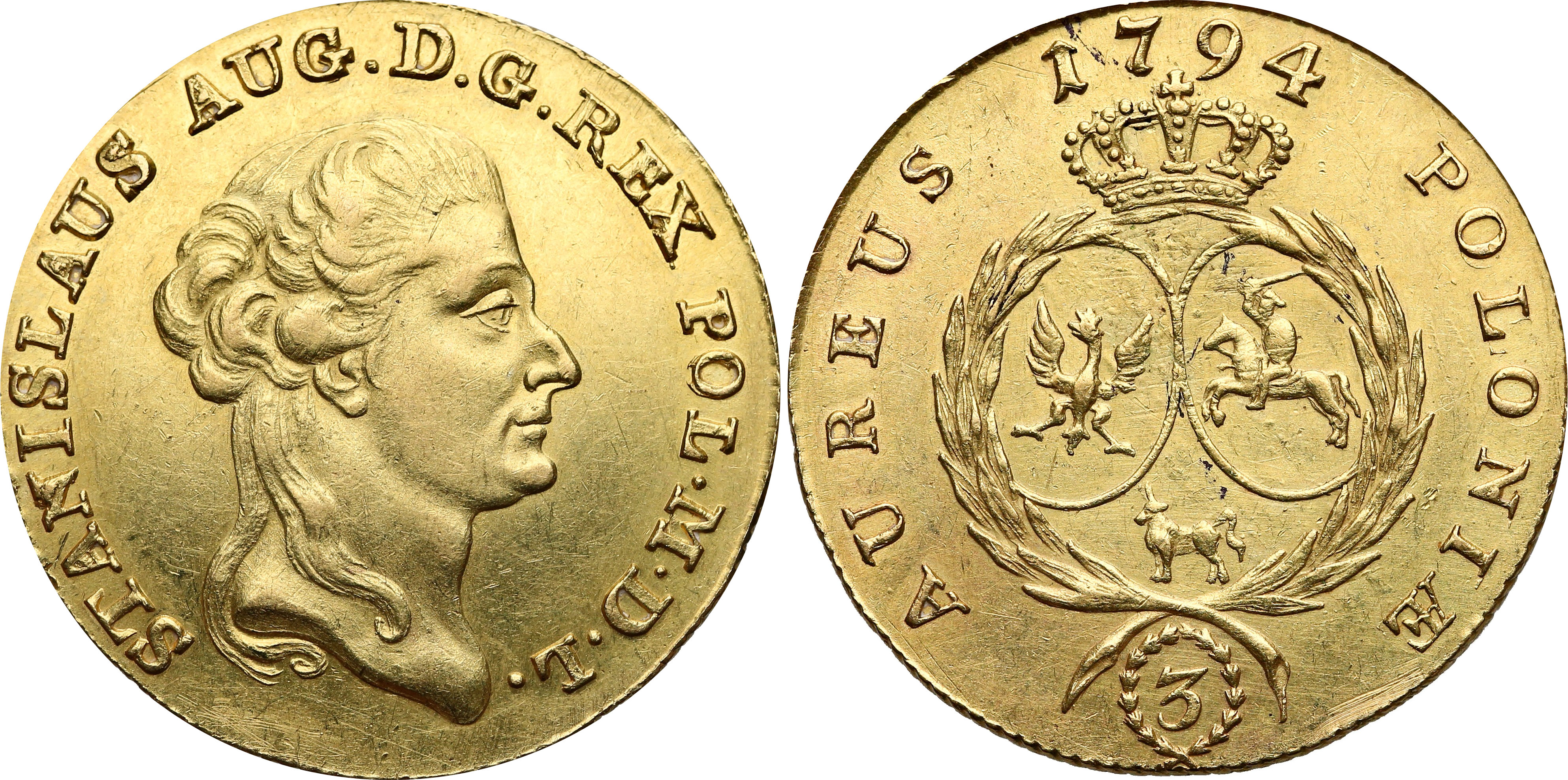
Станиславдор 1794 года.

Станиславдор — золотая монета Речи Посполитой достоинством в 3 дуката, которая выпускалась во время восстания Костюшко в 1794 году на Варшавском монетном дворе.
В настоящее время станиславдор вызывает интерес коллекционеров и исследователей как одна из немногочисленных золотых монет, которые обращались на территории Великого Княжества Литовского, и как одна из последних монет Речи Посполитой. На польских интернет-аукционах ее цена достигает 31 000 злотых.

## История
24 марта 1794 года в Кракове было объявлено восстание против российско-прусской оккупации Речи Посполитой, которое возглавил генерал Тадеуш Костюшко. 25 апреля того же года он передал государственные финансы в распоряжение Высшей народной рады, а 3 мая отправил ей инструкцию, где среди прочего приказывал прекратить чеканку медных номиналов и полталера, продолжить выпуск серебряных четырехгрошовиков, двухгрошовиков и грашовиков, а также выбить монеты более крупного номинала небольшим тиражом.
8 июня Рада издала манифест о денежной реформе, основанной на прусской монетной стопе. По нему вводились новые номиналы: золотые полустаниславдор и станиславдор. Название обеих монет было образовано по аналогии с «луидором» и «августдором» путем прибавления к имени короля, от имени которого они чеканились, французского прилагательного «d’or» — «золотой». В польских источниках упоминается как «Stanislador», реже — «Stanislasdor».
По мнению большинства исследователей, станиславдор был равен тройному дукату, в свою очередь полустаниславдор имел стоимость в 1.5 дуката. С другой стороны, по мнению некоторых современных ученых, настоящий номинал станиславдора составлял 1.5 дуката, в то время как монета достоинством в 3 дуката называлась «двойным станиславдором».
Для изготовления монеты использовалась в том числе и бывшая монастырская и костельная утварь, которая была передана Варшавскому монетному двору по приказу Костюшко. В июне 1794 года началась непосредственная чеканка новых номиналов, которая закончилась 9 января 1795 года, когда прекратил работу монетный двор. Всего за этот период было выпущено 5256 экземпляров станиславдоров и 8114 полустаниславдоров.

## Описание
Полустаниславдор был 833-й пробы и содержал 5.123 грамма чистого золота при общем весе монеты 6.1724 граммов, диаметр — 22.3 мм. На то время 1 полустаниславдор соответствовал 1.5 дукатам, 4.5 талерам, 13.5 восьмигрошовикам, 27 злотым (серебряным четырехгрошовикам), 81 медным десятигрошовикам или 135 шестигрошовикам.
Станиславдор также был 833-й пробы золота, весил 12.3449 грамма, диаметр составлял 29 мм. В то время стоимость серебряной монеты была стабилизирована, поэтому 1 станиславдор был равен 2 полустаниславдорам, 3 дукатам, 9 талерам, 27 восьмигрошовикам, 54 злотым (серебряным четырехгрошовикам), 162 медным десятигрошовикам или 270 шестигрошовикам.
На аверсе станиславдора был изображен портрет Станислава Августа Понятовского в профиль и круговой надпись «STANISLAUS AUG.D.G.REX POL.M.D.L.». На реверсе — по центру герб Речи Посполитой, сверху княжеская корона и год чеканки, по бокам — круговая надпись «AUREUS POLONIA».